# Bibliothèque de la Matica srpska
La bibliothèque de la Matica srpska (en serbe cyrillique : Библиотека Матице српске ; en serbe latin : Biblioteka Matice srpske) est une bibliothèque située à Novi Sad, la capitale de la province autonome de Voïvodine, en Serbie. Elle a été créée en 1826 à Pest en même temps que la Matica srpska, la plus importante institution culturelle serbe de l'empire d'Autriche et de l'Autriche-Hongrie ; elle a été transférée à Novi Sad en 1864. En 2015, elle est dirigée par le poète Selimir Radulović.

## Historique

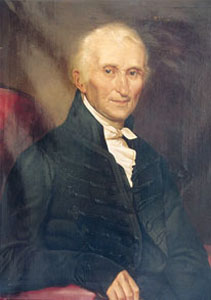
Portrait de Sava Tekelija par Jovan Popović, Galerie de la Matica srpska

La bibliothèque de la Matica srpska est la plus ancienne bibliothèque nationale serbe et la première bibliothèque publique et scientifique du peuple serbe. Elle a été créée en 1826 à Pest, en même temps que la Matica srpska elle-même, dans la logique de cette institution culturelle qui voulait « développer la littérature et l'éducation du peuple serbe [et] publier des livres serbes et les rendre publics ». Le fonds de la bibliothèque était alors notamment constitué des premiers numéros de la Chronique de la Matica srpska (Letopis Matice srpske), une revue créée en 1824, ainsi que d'ouvrages venus de Russie. Elle fut officiellement ouverte aux lecteurs le 26 août 1838. Elle était alors située dans le Tekelijanum, un institut soutenant les étudiants serbes de Pest et fondé par Sava Tekelija, le président de la Matica Srpska.
Le premier don connu fait à la bibliothèque fut celui d'Atanasije Stojković (1773-1832), un savant autrichien et russe d'origine serbe, en 1832. La même année se mit en place un système d'échange de livres avec l'Académie des sciences de Russie. Le rythme des dons et des legs s'accéléra à partir de 1839 ; les premières grandes bibliothèques privées à entrer dans les fonds furent celles de Sava Tekelija et de l'évêque de l'éparchie de Bačka Platon Atanacković qui, en 1841, offrit 787 livres à la bibliothèque,. La bibliothèque bénéficia également des dons de nombreuses autres personnalités comme Teodor Pavlović, Dimitrije P. Tirol, Vuk Stefanović Karadžić, Petar II Petrović-Njegoš, Jovan Subotić ou Jan Kolar.
Au moment de la révolution hongroise de 1848-1849, la bibliothèque, tout comme la Matica srpska elle-même, fut fermée.

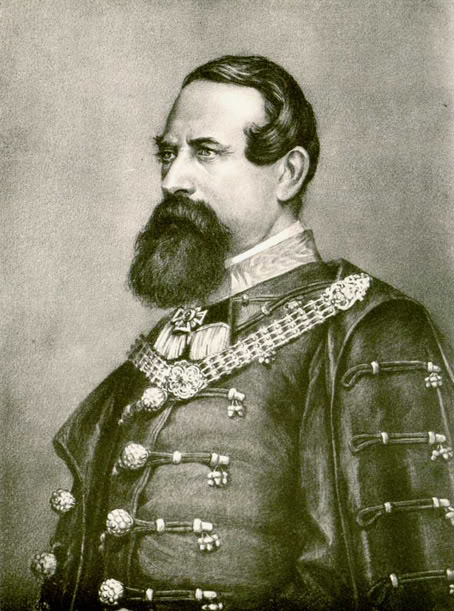
Jovan Subotić

En 1864, la bibliothèque fut transférée à Novi Sad et poursuivit son développement grâce à des achats, des souscriptions et, particulièrement, grâce à un échange des publications de la Matica srpska contre les publications d'académies, d'universités, de sociétés littéraires et culturelles des pays slaves et de la plupart des pays européens ; parmi les achats ou les donations figuraient ceux de bibliothèques privées et de bibliothèques provenant de diverses institutions.
La bibliothèque fut organisée scientifiquement en 1842-1843 par l'écrivain Jovan Subotić qui prépara la première bibliographie serbe, publiée entre 1842 et 1847 dans la Chronique de la Matica srpska. Jovan Đorđević, un homme de Lettres et un homme de théâtre qui fut secrétaire de la Matica srpska de 1857 à 1859, fut le premier à avancer l'idée que la bibliothèque devienne une bibliothèque nationale ; il proposa que tous les livres et périodiques serbes et tous les ouvrages et publications concernant le peuple serbe y soient collectés ; il proposa également la création d'une bibliothèque universitaire dans le Tekelijanum de Pest. L'historien Jovan Radonić fut bibliothécaire en chef de 1899 à 1905 et il établit les principes d'une acquisition planifiée ainsi que les règles de protection et d'utilisation des livres et des périodiques ; il jeta également les principes de base pour l'établissement d'un catalogue.
Pendant les deux guerres mondiales, la bibliothèque fut fermée et ses fonds restèrent intacts.
En 1948, la bibliothèque devint la bibliothèque centrale de la province autonome de Voïvodine et elle commença à recevoir une copie de toutes les publications de la Serbie puis, en 1965, de toutes celles de la Yougoslavie. Elle devint une institution indépendante en 1958. Après la création de l'université de Novi Sad en 1960, elle contribua aux travaux des chercheurs de l'université et fonctionna comme une bibliothèque universitaire. Selon la loi sur le travail des bibliothèques de 1994, elle travaille en coopération avec la Bibliothèque nationale de Serbie.

## Organisation
La bibliothèque est constituée de 9 départements : le département des livres rares et anciens et des legs, le département des acquisitions et des échanges de publications, le département des catalogues et du travail bibliographique, le département de stockage et d'utilisation des publications, le centre de références, le département des services pour les bibliothèques de Voïvodine, le département de préservation des publications, le département de l'administration et le département des finances.

## Fonds
La bibliothèque de la Matica srpska possède une importante collection de livres rares et anciens, constituée depuis sa fondation et augmentée avec le temps ; depuis 1988, elle a entrepris une publication des catalogues de ces ouvrages ; conservés dans une salle particulièrement construite pour leur protection, ils sont restaurés et progressivement microfilmés.
La collection de manuscrits comprend 671 copies, dont 487 en cyrillique. Le plus ancien d'entre eux est le Matičin apostol (L'Apostolos de la Matica), écrit sur parchemin au XIIIe siècle, ce qui en fait le plus ancien ouvrage de ce genre écrit en serbe et préservé dans son intégralité. On y trouve aussi deux autres manuscrits du XIIIe siècle sur parchemein, l'Iriški odlomak apostolskih i jevanđeljskih čtenija (Extrait de lectures des Apôtres et des Évangiles d'Irig) et le Bjelopoljski odlomak izbornog jevanđelja i apostola (Extrait des Évangiles et des Apôtres de Bjelopolje), ainsi que deux parchemins du XIVe siècle, le Bečkerečki tipik (La Règle de Bečkerek) et un fragment des Tétra-évangiles. Le psautier de Gavrilo Trojičanin est un des plus beaux livres enluminés de la bibliothèque ; il a été copié en 1643 au monastère de la Sainte-Trinité de Pljavlja. Un autre manuscrit connu sous le nom de Stihologija (Stichologion), remontant au début du XVIIIe siècle, a été copié à Szentendre par Kiprijan Račanin.
La bibliothèque de la Matica srpska abrite 16 incunables, dont le Oktoih prvoglasnik (Octoéchos) de Đurđe Crnojević, imprimé en 1493-1494 à Cetinje.
La bibliothèque possède la plus grande collection de livres serbes du XVIIIe siècle, avec 523 ouvrages dont 19 ménologies, et la plus importante collection d'ouvrages du XIXe siècle (environ 5 500 ouvrages).